# اوجن شمالی (یوتا)
اوجن شمالی (به انگلیسی: North Ogden) شهری در ایالت یوتا کشور ایالات متحده آمریکا است که جمعیت آن در سرشماری سال ۲۰۱۰ میلادی، ۱۷٬۳۵۷ نفر بوده‌است.